# R. Sampanthan
Rajavarothiam Sampanthan (Tamil: இராஜவரோதயம் சம்பந்தன், 5 de febrero de 1933-Colombo, 30 de junio de 2024) fue un líder político de Sri Tamil cingalés, miembro del Parlamento y líder de la Alianza Nacional Tamil y Illankai Tamil Arasu Kachchi.

## Primeros años de vida
Sampanthan nació el 5 de febrero de 1933. Era hijo de A. Rajavarothiam, Superintendente de Tiendas en el Proyecto Gal Oya. Se educó en el St. Patrick College, Jaffna y el Colegio de San Sebastián, Moratuwa. Más tarde estudió en la Facultad de Derecho de Ceilán. Después de graduarse, se unió a la profesión jurídica, convirtiéndose en un abogado.
Sampanthan se casó con Leeladevi, hija de PK Rudra. Tienen dos hijos (Sanjeevan y Senthuran) y una hija (Krishanthini).

## Carrera política
Sampanthan era el candidato del Frente Unido de Liberación Tamil de Trincomalee en las elecciones parlamentarias de 1977. Él ganó las elecciones y entró en el Parlamento. Sampanthan y todos los demás diputados TULF boicotearon el Parlamento a partir de mediados de 1983 por una serie de razones: que estaban bajo la presión de los militantes tamiles de Sri Lanka para no quedarse en el Parlamento más allá de su periodo normal de seis años plazo; la Sexta Enmienda de la Constitución de Sri Lanka les obligaba a jurar renunciar incondicionalmente apoyo a un Estado independiente; y los disturbios del Julio Negro en el que hasta 3000 tamiles fueron asesinados por turbas cingaleses. Después de tres meses de ausencia, Sampanthan perdió su escaño en el Parlamento el 7 de septiembre de 1983.
En 2001 el TULF, All Ceylon Tamil Congress, Frente Revolucionario de Liberación Popular de Eelam y la Organización para la Liberación Tamil Eelam formaron la Alianza Nacional Tamil (TNA). Sampanthan se convirtió en el líder de la TNA. Sampanthan era uno de los candidatos de la TNA en Trincomalee en las elecciones parlamentarias de 2001. Fue elegido y volvió a entrar en el Parlamento después de una ausencia de 18 años.
Poco después de su formación, la TNA comenzó a hacer una postura más pro-Tigres Tamil, el reconocimiento de los Tigres como el único representante de los tamiles de Sri Lanka. Esto provocó una división dentro del TULF. Algunos miembros de la TULF, encabezados por su presidente V. Anandasangaree, se opusieron a los Tigres. Anandasangaree se negó a permitir que el TNA utilice el nombre TULF durante la elección parlamentaria de 2004. Esto hizo que los miembros de TULF desearan permanecer con la TNA, liderado por Sampanthan, para resucitar el partido político Illankai Tamil Arasu Kachchi. Sampanthan convirtió en el líder de ITAK.
Sampanthan fue reelegido en las elecciones parlamentarias de 2004 y 2010.